# Pandemia de COVID-19 na Guatemala
Este artigo documenta os impactos da pandemia de coronavírus de 2020 na Guatemala e pode não incluir todas as principais respostas e medidas contemporâneas.

## Linha do tempo
Em 13 de março, foi divulgado o primeiro caso de infecção pelo vírus no país, sendo um homem que havia viajado da Itália para a Guatemala. O homem chegou em Villa Nueva, um subúrbio da Cidade da Guatemala, juntamente a dois membros da família e cinco cidadãos de El Salvador pela companhia aérea Aeroméxico.
Dois dias após a divulgação do primeiro caso, o governo guatemalteco baniu a entrada de cidadãos europeus de todas as nacionalidades, além do Irã, China e Coreia do Sul. Em 13 de março, o governo local estendeu suas restrições de viagem para cidadãos dos Estados Unidos e do Canadá. Iniciando em 16 de março, nenhum residente desses países podem adentrar o país.